# Лапово (община)
Лапово (серб. Лапово) — община в Сербии, входит в Шумадийский округ.
Население общины составляет 7 844 человек (2007 год), плотность населения составляет 143 чел./км². Занимаемая площадь — 55 км², из них 82,5 % используется в промышленных целях.
Община Лапово состоит из двух населённых пунктов (город Лапово, являющийся административным центром общины, и село Лапово), средняя площадь населённого пункта — 27,5 км².

## Статистика населения общины
| Год  | Население, чел. |
| ---- | --------------- |
| 1991 | нет данных      |
| 2001 | 8302            |
| 2002 | 8214            |
| 2003 | 8132            |
| 2004 | 8055            |
| 2005 | 7977            |
| 2006 | 7905            |
| 2007 | 7844            |